# L'Ivresse blanche

L'Ivresse blanche (titre original allemand : Der Weisse Rausch - neue Wunder des Schneeschuhs) est une comédie allemande et un film de montagne de 1931 dirigé par Arnold Fanck avec la future cinéaste Leni Riefenstahl en vedette.

## Synopsis
De jeunes vacanciers se retrouvent chaque année dans une station de ski dans l'Arlberg, au Tyrol autrichien, et chaque année la jeune Leni et le moniteur Hannes se livrent à une rivalité amicale sur les pistes. Aussi bien leur dextérité sur les skis que leur amour mutuel augmente de jour en jour. Leni désire gagner une course, mais Tietje et Fietje, deux charpentiers de Hambourg en habits traditionnels, désirent également la gagner. Ils s'évertuent à apprendre les rudiments du ski grâce à deux livres prônant deux méthodes d’apprentissage différentes. Leni gagne finalement la course pour débutants avec l'aide du petit Lothar.

## Fiche technique
- Producteur : Harry R. Sokal
- Scénariste : Arnold Fanck
- Réalisateur : Arnold Fanck
- Musique originale : Paul Dessau
- Image : Richard Angst, Hans Karl Gottschalk, Bruno Leubner, Kurt Neubert
- Montage : Arnold Fanck (comme Dr Arnold Fanck)
- Direction artistique : Leopold Blonder
- Son : Hans Bittman, Emil Specht
- pays : Allemagne  République de Weimar

## Distribution
- Hannes Schneider : Hannes
- Leni Riefenstahl : Leni
- Rudi Matt : Rudi
- Lothar Ebersberg : Le petit Lothar
- Guzzi Lantschner : Tietje, le premier charpentier de Hambourg
- Walter Riml : Fietje, le deuxième charpentier de Hambourg
- Otto Lantschner
- Harald Reinl
- David Zogg
- Josef Gumboldt
- Hans Kogler
- Luggi Foeger
- Benno Leubner
- Hans Salcher
- Kurt Reinl
- Anton Seelos
- Walter Traut
- Otto Leubner
- Erich Rimmel

## Autres versions du film
L'Ivresse blanche est la troisième partie du cycle Das Wunder des Schneeschuhs. Les précédentes parties ont également été réalisées par Arnold Fanck avec Hannes Schneider en vedette :
- 1920 : Das Wunder des Schneeschuhs
- 1922 : Das Wunder des Schneeschuhs, Eine Fuchsjagd auf Skiern durchs Engadin